# Інститут вищих досліджень у галузі національної оборони
Інститут вищих досліджень галузі національної оборони (фр. Institut des hautes études de Défense nationale; IHEDN) — державна академічна установа Франції з оборонних досліджень, освіти та просування знань та обізнаності, заснована в 1936 році адміралом Раулем Кастексом. Спочатку Collège des hautes études de défense nationale і перейменував інститут у 1948 році. Регіональні сесії (1954), міжнародні сесії (1980), цикли економічної розвідки (1995) та інші семінари були додані до початкової національної підготовки певних сесій. У 1997 році Інститут став органом державного управління під керівництвом Прем'єр-міністра.

## Відомі випускники
- Тьєррі Бретон, французький підприємець